# رنه گروت
رنه گروت (انگلیسی: René Groth؛ زادهٔ ۹ ژوئن ۱۹۷۲) بازیکن فوتبال اهل آلمان است.
از باشگاه‌هایی که در آن بازی کرده‌است می‌توان به باشگاه فوتبال دینامو درسدن، باشگاه فوتبال تسویکاو، و باشگاه فوتبال لوکوموتیو لایپزیگ اشاره کرد.